# Idiusia
Idiusia és un gènere d'arnes de la família Crambidae. Conté només una espècie, Idiusia benepictalis, que es troba a l'Índia (Monts Khasia).